# Blakistonia
Blakistonia is een geslacht van spinnen uit de  familie van de Idiopidae (Valdeurspinnen).

## Soorten
- Blakistonia aurea Hogg, 1902
- Blakistonia bassi Harrison, Rix, Harvey & Austin, 2018
- Blakistonia bella Harrison, Rix, Harvey & Austin, 2018
- Blakistonia birksi Harrison, Rix, Harvey & Austin, 2018
- Blakistonia carnarvon Harrison, Rix, Harvey & Austin, 2018
- Blakistonia emmottorum Harrison, Rix, Harvey & Austin, 2018
- Blakistonia gemmelli Harrison, Rix, Harvey & Austin, 2018
- Blakistonia hortoni Harrison, Rix, Harvey & Austin, 2018
- Blakistonia mainae Harrison, Rix, Harvey & Austin, 2018
- Blakistonia maryae Harrison, Rix, Harvey & Austin, 2018
- Blakistonia newtoni Harrison, Rix, Harvey & Austin, 2018
- Blakistonia nullarborensis Harrison, Rix, Harvey & Austin, 2018
- Blakistonia olea Harrison, Rix, Harvey & Austin, 2018
- Blakistonia parva Harrison, Rix, Harvey & Austin, 2018
- Blakistonia pidax Harrison, Rix, Harvey & Austin, 2018
- Blakistonia plata Harrison, Rix, Harvey & Austin, 2018
- Blakistonia raveni Harrison, Rix, Harvey & Austin, 2018
- Blakistonia tariae Harrison, Rix, Harvey & Austin, 2018
- Blakistonia tunstilli Harrison, Rix, Harvey & Austin, 2018
- Blakistonia wingellina Harrison, Rix, Harvey & Austin, 2018